# Evaniella hoffmannsi
Evaniella hoffmannsi är en stekelart som först beskrevs av Günther Enderlein 1909.  Evaniella hoffmannsi ingår i släktet Evaniella och familjen hungersteklar. Inga underarter finns listade i Catalogue of Life.